# Ronald Backus
Pour les articles homonymes, voir Backus.
Ronald Backus est un skipper britannique né le 28 mars 1922 à Poole et mort le 27 juillet 1999 à Perth. 

## Carrière
Ronald Backus participe aux Jeux olympiques d'été de 1956 qui se déroulent à Melbourne. À bord de Bluebottle, il remporte avec Jonathan Janson et Graham Mann la médaille de bronze en classe dragon.